# 原善三郎
原 善三郎（はら ぜんざぶろう 文政10年4月28日（1827年5月23日） - 明治32年（1899年）2月6日）は江戸後期から明治の実業家、政治家。
明治初期に急速に発展し日本の主要貿易品となった生糸の取扱いで財を成した。1873年から1874年にかけては小野善三郎、三越得右衛門、茂木惣兵衛、吉田幸兵衛と善三郎を含めた5家で横浜の生糸取扱い量の74％を占めていた。
また、自らの故郷渡瀬と群馬県下仁田に近代的製糸工場を建設し、後に原財閥が生糸売込商のみならず、大製糸家ともなる基礎を作った。
その後も、原財閥は昭和初期まで横浜を拠点とする有力財閥として影響力を保った。原家の屋敷の跡は横浜の野毛山公園、三渓園となっている。墓所は久保山墓地。

## 経歴
- 武蔵国渡瀬村（現埼玉県児玉郡神川町）に生まれる。生家は醸造業や質屋も営む豊かな農家であった。
- 1861年（文久元年）横浜へ出る。
- 1862年（文久2年）横浜で生糸売込問屋の「亀屋」を開業。
- 1869年（明治2年）明治政府の為替方となり、横浜為替会社の頭取に就任。
- 1873年（明治6年）横浜生糸改会社社長に就任。
- 1874年（明治7年）第二国立銀行（横浜銀行の前身）を設立初代頭取に就任。
- 1881年（明治14年）横浜商法会議所（現横浜商工会議所）初代会頭に就任。
- 1886年（明治19年）横浜蚕糸売込業組合初代頭取に就任。
- 1889年（明治22年）横浜市会初代議長に就任。
- 1892年（明治25年）衆議院議員に当選（埼玉県選出）。
- 1897年（明治30年）貴族院多額納税者議員（9月29日就任[1]、本籍地の神奈川県で互選）。

## 栄典
- 1889年（明治22年）3月27日 - 銀製黄綬褒章[2]
- 1899年（明治32年）2月6日 - 従五位[3]

## 親族
孫娘屋寿の婿に原富太郎（原三溪）、曾孫に原善一郎、原良三郎がいる。